# Річки Норвегії
Річки Норвегії мають ряд особливостей, що визначаються географічним положенням країни. Річкова мережа країни відносно розгалужена. Річки гірські, глибокі, з вузькими долинами, численними перепадами і порогами. Повноводні протягом всього року. Живлення снігово-дощове, іноді льодовикове. Повінь настає навесні і на початку літа. На деяких річках є водоспади висотою до 600 метрів.

## Список річок Норвегії
Нижче наведено 19 найдовших річок Норвегії, відсортованих за довжиною:
1. Гломма, 600 км
2. Пасвікельва та Івало, 360 км (109 км у Норвегії)
3. Нумедаслаген, 352 км
4. Гудбрандсдалслаген і Ворма, 351 км
5. Тана, 348 км
6. Драмменсвасграджет (Драмменсельва) 301 км
7. Скінсвассдрагет, 251 км
8. Бегна, 250 км (155 миль)
9. Отра, 245 км (152 миль)
10. Кларельвен, 233 км
11. Алтаельва, 229 км
12. Намсен, 228 км
13. Галлінгдаселва, 220 км
14. Арендальсвассдрагет, 209 км
15. Оркла, 171 км
16. Ренаєльва, 165 км
17. Вефсна, 163 км
18. Карасьохка, 155 км
19. Неа-Ніделвсвасдрагет, 152 км